# Jason Stanford (acteur)
Pour l’article homonyme, voir Jason Stanford.
Jason Stanford est un acteur américain né le 14 avril 1953 aux États-Unis. 

## Biographie
Jason Stanford commence sa carrière en 1977 à l'âge de 24 ans en jouant dans La croisière s'amuse puis dans les années 80, il entame des rôles dans de célèbres séries télévisées comme Dallas ou Rick Hunter. 
Dans les années 1990, Jason Stanford commence à réaliser des doublages de voix, comme dans le film Highlander 3 mais c'est vraiment à partir de l'an 2000 que l'acteur se consacre au doublage, il réalise, entre autres, la voix de Jerry dans Totally Spies! ou celle de Bugs Bunny dans Baby Looney Tunes.
En 2007 Jason Stanford revient en tant qu'acteur puisqu'il obtiendra le rôle de Brooks Chambers dans la série Hitman, tueur malgré lui mais dès 2008 il la quitte pour retourner au doublage de Tempête de boulettes géantes.

## Filmographie
- 1977 : La croisière s'amuse - Saison 1
- 1978 : La croisière s'amuse - Saison 2
- 1979 : Huit, ça suffit ! - Saison 4
- 1981 : Huit, ça suffit ! - Saison 5
- 1983 : L'Agence tous risques - Saison 2
- 1984 : Dallas - Saison 8
- 1985 : L'Homme qui tombe à pic - Saison 5
- 1988 : Rick Hunter - Saison 5
- 1990 : Roseanne - Saison 3
- 1992 : Arabesque - Saison 9
- 1994 : Friends - Saison 1
- 1995 : JAG - Saison 1
- 1995 : Highlander 3 (Highlander III: The Sorcerer) d'Andrew Morahan
- 1997-1998 : Homicide - Saisons 6 & 7
- 1997 : Pokémon : le départ (TV)
- 1999 : Beverly Hills - Saison 10
- 2000 : Batman, la relève : Le Retour du Joker de Curt Geda
- 2001-2006 : Totally Spies! - Saisons 1 à 5
- 2002-2005 : Baby Looney Tunes - Saisons 1 & 2
- 2002 : Kim Possible - Saison 1
- 2007-2008 : Hitman, tueur malgré lui - Saisons 1 & 2
- 2009 : Tempête de boulettes géantes de Phil Lord et Chris Miller
- 2010 : Toy Story 3 de Lee Unkrich